# Kustivți, Hmilnîk
Kustivți (în ucraineană Кустівці) este localitatea de reședință a comunei Kustivți din raionul Hmilnîk, regiunea Vinnița, Ucraina.

## Demografie
Componența lingvistică a localității Kustivți
     Ucraineană (98,6%)
     Rusă (1,4%)
Conform recensământului din 2001, majoritatea populației localității Kustivți era vorbitoare de ucraineană (98,6%), existând în minoritate și vorbitori de rusă (1,4%).